# Gabriel R. Guevara
Gabriel R. Guevara Orihuela (Chilpancingo, Guerrero; 13 de marzo de 1887 - 4 de septiembre de 1969) fue un militar y político mexicano que fue gobernador del estado Guerrero y de Quintana Roo.
Siendo aún un adolescente se trasladó a Temixco, en su propio Estado, donde trabajó como ayudante del subgerente de la compañía que explotaba el mineral de Campo Morado.
Al ocurrir el golpe de Estado encabezado por Victoriano Huerta se unió, como soldado raso, a las fuerzas del general revolucionario Gertrudis C. Sánchez. Con él hizo toda la campaña revolucionaria y llegó hasta el grado de general de brigada el 1 de enero de 1928.
Electo Gobernador de Guerrero, tomó posesión el 1 de abril de 1933, sin embargo no pudo terminar su periodo por su pasado callista en el momento del rompimiento de Lázaro Cárdenas del Río con Plutarco Elías Calles.
Nombrado gobernador de Quintana Roo el 15 de diciembre de 1940, se enfocó en el desarrollo cultural del Territorio.
Posteriormente ocupó las Jefaturas de varias zonas militares.